# لاکینیمود
ایزتیونیک اسید (به انگلیسی: Laquinimod) با فرمول شیمیایی C۱۹H۱۷ClN۲O۳ یک ترکیب شیمیایی با شناسه پاب‌کم ۲۱۶۴۶۹ است. که جرم مولی آن ۳۵۶٫۸۰۳ g/mol می‌باشد. 